# Roberto Rocco
Roberto Rocco ist ein italienischer Fotograf und Fernsehregisseur.
Rocco reüssierte als professioneller Fotograf. Ab Mitte der 1990er Jahre widmete er sich auch dem Film, zunächst als Kameramann bei einem Fernsehfilm von Beppe Cino, dann auch als Regisseur seiner eigenen Drehbücher.

## Filmografie (Auswahl)
- 1996: Una donna in fuga
- 1998: Angelo nero
- 1999: Un bacio nel buio